# Одегов, Константин Владимирович
Константин Владимирович Одегов (род. 21 июля 1959, Омск) — российский кинорежиссёр, продюсер, киноактёр, журналист.

## Биография
Константин Одегов родился 21 июля 1959 года в Омске. Отыграл 10 лет в хоккейной команде «Рубин». После окончания в 1986 году Тюменского государственного университета по специальности «Журналистика» работал в телекомпании «Регион-Тюмень» — корреспондентом, редактором главной редакции информации, спортивным комментатором. В ходе работы на телевидении были сняты первые документальные фильмы. Наиболее значимой из работ того периода режиссёр считает фильм о рэкете «В здоровом теле…».
В 1992—1993 годах играл в профессиональной хоккейной команде "Anchorage Aces" в США. По возвращении на Родину открыл частную кинокомпанию  «Студия Прессинг». Студия дебютировала первым документальным фильмом из будущей трилогии о боксёре Константине Цзю — «Золотой мальчик». Спустя 2 года Цзю стал чемпионом мира среди профессионалов, «Золотого мальчика» показали по ОРТ, а Одегов посвятил своему персонажу новые фильмы «Профессионал» (1998) и «Чемпион» (2003).
Всего автор выпустил более 60 документальных фильмов, среди них можно отметить серию кинопублицистики «Живи и удивляйся!» и цикл фильмов «Наш хоккей». Продюсер и режиссёр фильмов о борьбе с наркоманией.
В 2000 году дебютировал в игровом кино с фильмом «Игра на вылет» — экранизацией повести Юрия Полякова «Небо падших». Сам выступил сценаристом, режиссёром, исполнителем главной роли и продюсером. В 2005 году продолжил сотрудничество с Юрием Поляковым фильмом «Парижская любовь Кости Гуманкова». В картине снимались известные французские актеры Ив Бретон, Жан-Франсуа  Делон, звезда мирового кино Мишель Мерсье.
В 2008 году Одегов снял фильм «Наследники» по повести югорского писателя Сергея Козлова «Мальчик без шпаги». Через 4 года вышел полнометражный документальный  фильм «Распутин-Новый. Без покрова»,
В 2013-2017 годы вновь продолжает снимать документальные фильмы. Наиболее известные из них: "300 лет одиночества" о профессиональном путешественнике, писателе, художнике Федоре Конюхове (2013)  и «All inclusive, или Как осиротело небо» (2017).
В 2018 году снял художественный фильм "Рисунки дождём" по повести «Я знаю, что ты есть!», где вновь выступил сценаристом, продюсером, режиссером и актером.

## Фильмография

### Актёр
- 2000 — Игра на вылет — Павел Шарманов
- 2005 — Парижская любовь Кости Гуманкова — Костя Гуманков
- 2008  — Наследники — Вячеслав Иванович, директор школы
- 2018  — Рисунки дождём - художник

### Режиссёр
- 2000 — Игра на вылет
- 2005 — Парижская любовь Кости Гуманкова
- 2008 — Наследники
- 2018 — Рисунки дождём

### Художественное кино
- 2000 — Игра на вылет
- 2005 — Парижская любовь Кости Гуманкова
- 2008 — Наследники
- 2018 — Рисунки дождём

### Документальное кино
- 1990 — В здоровом теле...
- 1993 — Мода сегодня
- 1993 — Золотой мальчик
- 1994 — За машиной в Финляндию
- 1994 — Друг или враг
- 1994 - Рубин: путь на верх
- 1995 - Выпьем за... (о тюменской водке)
- 1996 — Роковое удовольствие (о наркомании)
- 1996 - Красота и ум на подиум
- 1996 - Это хоккей (несколько выпусков)
- 1998 — Профессионал
- 1998 — Рынок
- 1999 — Тюмень на рубеже веков: Времена года (цикл фильмов 1998-1999 гг.)
- 1999 - Наш хоккей (к 50-летию тюменского хоккея)
- 2003 — Чемпион
- 2012  — Распутин-Новый. Без покрова
- 2013  — 300 лет одиночества
- 2017  — All inclusive или Как осиротело небо.

Публикации
- 2012  — Я знаю, что ты есть! (киноповесть) // Мир Севера: журнал - М., № 5-6, 2012
- 2019  — Жить у нас можно, если... (киноповесть) // Мир Севера: журнал, - М., № 5, 2019

Награды
- 2001 — Специальный приз жюри кинофестиваля «Олимпийский экран» за документальную  дилогию («Золотой мальчик», 1993, «Профессионал», 1998);
- 2001 — Приз зрительских симпатий и Специальный приз литературного жюри VII Российского фестиваля «Литература и кино» за фильм «Игра на вылет»;
- 2005-2006 — Грамота и специальный приз VI Открытого Российского фестиваля кинокомедии «Улыбнись, Россия!» за фильм "Парижская любовь Кости Гуманкова (Астрахань, 2005); Приз зрительских симпатий имени Клары Лучко ХII Всероссийского кинофестиваля «Литература и кино» за фильм "Парижская любовь Кости Гуманкова" (Гатчина, 2006); номинация Премии "Ника" за лучший звук (Москва, 2006);
- 2008-2011 — «Наследники» - фильм  участник 30-го Московского Международного кинофестиваля (Москва, 2008); XV Минского Международного  кинофестиваля «Лiстапад» (Минск, 2008); XVI Международного кинофестиваля «Фебиофест» (Прага, 2009), 12-го Международного кинофестиваля в Шанхае (Китай, 2009). Лауреат II Всероссийского фестиваля духовного кино «Десять заповедей» (Тамбов, 2008); номинант XI Евразийского телефорума (Москва, 2008). Специальный приз «За лучшее художественное решение в игровом кино» IV Международного Сретенского православного фестиваля «Встреча» и Приз «За сохранение традиций и вклад в развитие христианского искусства» Международного кинофестиваля «Магнификат» (Обнинск, 2009);  Приз читательского жюри «За мужественное сопротивление нравственному и духовному упадку народа» и  XV кинофестиваля «Литература и кино» (Гатчина, 2009). Признан лучшим фильмом международных фестивалей «Алые паруса» (Крым, Болгария, 2009) и «Крылья» (Киев, Украина, 2009); Диплом I степени Всероссийского фестиваля кино для детей и юношества «Право и Правда. Литература на экране» за 3 место в номинации «Лучший фильм» (Калуга, 2011);
- 2012-2013 — «Распутин-Новый. Без покрова» - фильм участник European Film Market 2012 62th Berlin International Film Festival (Берлин, 2012); Лауреат VI фестиваля духовного кино «Десять заповедей» (Мичуринск, 2013);
- 2013-2015 — «Триста лет одиночества» - Лауреат VII фестиваля духовного кино «Десять заповедей» (Мичуринск, 2014); Специальный приз жюри ХХII Фестиваля Российского кино «Окно в Европу» (Выборг, 2014); Диплом жюри VII Открытого Всероссийского фестиваля документальных фильмов «Соль земли» (Самара, 2014); Диплом и Приз Всероссийского фестиваля телепрограмм и фильмов «Человек и вера» за 2 место в номинации «Лучший телевизионный фильм» (Тобольск, 2014);   Диплом Х Международного православного Сретенского кинофестиваля «Встреча» за сохранение традиций и вклад в развитие современного православного искусства (Обнинск, 2015);
- 2017 - «All inclusive или Как осиротело небо» - фильм признан лучшим в номинации «Публицистическая программа, документальный фильм» на XXII международном экологическом телевизионном фестивале «Спасти и сохранить» (Ханты-Мансийск, 2018); отмечен Специальным призом Всероссийского фестиваля телевизионных фильмов, теле- и радиопрограмм «Человек и вера» (Тобольск, 2018);
- 2018-2019 - «Рисунки дождем» - Приз за сохранение духовности и нравственности в фильме для детей и юношества кинофестиваля «Детский КиноМай» (Нижний Новгород, 2018); Диплом жюри и Специальный приз XXVIII кинофестиваля «Киношок» «За воплощение темы становления личности юного героя» (Анапа, 2019); Приз в конкурсе игровых полнометражных фильмов V фестиваля кино и телефильмов духовно-нравственного содержания «Святой Владимир» (Севастополь, 2019); Приз VII Международного фестиваля кино и телевидения «Славянская сказка» имени академика Дмитрия Лихачева в номинации полнометражных игровых фильмов (София, 2019);  Приз за лучший фильм XIX Международного телекинофорума «Вместе» в номинации «Телевизионные игровые фильмы (до 90 минут)» (Ялта, 2019).
- 2010-2019 - Диплом XII Всероссийского Шукшинского фестиваля режиссеру фильма "Наследники" «За сохранение нравственных традиций в современном кинематографе» (Барнаул, 2010); Диплом  I международного фестиваля детско-юношеского кино «Ноль плюс» Константину Одегову «За верность профессии и вклад в развитие кино в регионе» (Тюмень, 2014); Первая тюменская премия «Восток 2014» за вклад в развитие теле-  и киноиндустрии (Тюмень, 2014), Благодарственное письмо Епископа Мичуринского и Моршанского Гермогена (2014); Приз дирекции VI международного фестиваля детского и семейного кино «Ноль плюс» «За вклад в развитие тюменского кинематографа» (Тюмень, 2019), Благодарственное письмо Тюменской областной Думы (2019).